# Latin American and Caribbean Internet Addresses Registry
Latin America and Caribbean Network Information Centre (LACNIC) — один из пяти региональных интернет-регистраторов (Regional Internet Registries, RIRs), выполняющих распределение интернет-ресурсов, а также связанную с этим регистрацию и координацию деятельности, направленную на глобальную поддержку функционирования Интернета. Расположен в Монтевидео (Уругвай).
10 июня 2014 года LACNIC объявил о фактическом исчерпании резерва свободных IPv4 адресов, в распоряжении регистратора остался единственный /10 блок адресов.
До этого момента LACNIC выделил около 18 миллионов адресов, в среднем по 20 тысяч адресов за раз.
После исчерпания общего резерва у регистратора осталось около 4 миллионов адресов, и за остаток 2014 года было выделено 680 тысяч адресов, в среднем около тысячи каждому запросившему. При таком темпе обслуживания запросов, оставшихся адресов хватит до середины 2017 года.